# جان فان دير فيين
جان فان دير فيين (بالهولندية: Jan van der Veen)‏ (6 يوليو 1948 في هولندا - ) هو لاعب كرة قدم هولندي في مركز الوسط. لعب مع رويال أنتويرب وسبارتا روتردام وغو أهد إيغلز وفيلم تو تيلبورغ وهيلموند سبورت وكاليفورنيا سيرف ‏ وتامبا باي راوديز ونادي غوادالاخارا (نادي كرة قدم) وفينكس إنفيرنو ‏ وويتشاتا وينغز ‏.

## وصلات خارجية
- جان فان دير فيين على موقع قاعدة بيانات كرة القدم.إي يو (الإنجليزية)